# جانوس هندرسون
جانوس هندرسون (انگلیسی: Janus Henderson) شرکت مدیریت سرمایه‌گذاری بریتانیایی است، که در سال ۲۰۱۷ تأسیس شد.